# Lista posturilor de radio din Iași
Aceasta este o listă a posturilor de radio din Iași care emit pe FM.
| Numele postului           | Frecvența | Genul                                                                                 |
| ------------------------- | --------- | ------------------------------------------------------------------------------------- |
| Pro FM                    | 87.8 MHz  | Știri, Divertisment, Muzică - Top 40, Hot Hits / Heavy Rotation                       |
| Impact FM                 | 88.4 MHz  |                                                                                       |
| Magic FM                  | 91.1 MHz  | Știri, Muzică - Classic & Adult Contemporary                                          |
| Kiss FM                   | 91.9 MHz  | Știri, Divertisment, Muzică - Top 40, Hot Hits / Heavy Rotation                       |
| Radio Trinitas            | 92.7 MHz  | Creștin, Religios                                                                     |
| Radio Guerilla            | 94.3 MHz  | Muzică - Alternative Adult Contemporany                                               |
| Radio HIT                 | 94.9 MHz  |                                                                                       |
| Radio România Muzical     | 95.4 MHz  | Muzică simfonică, operă/operetă, muzică corală & tradițională, jazz și muzică de film |
| Radio Iași                | 96.3 MHz  |                                                                                       |
| RFI                       | 97.9 MHz  | Știri interne & internaționale, Talk-Show, Actualitate, Emisiuni informative          |
| Romantic FM               | 98.6 MHz  | Muzică - Oldies / 60's 70's 80's & 90's, Love & Latino & Soft Music                   |
| Digi FM                   | 99.2 MHz  | Știri, Muzică - Soft Adult Contemporary, Emisiuni informative                         |
| Radio Itsy Bitsy          | 100.4 MHz | Copii & Sfaturi pentru părinți, Emisiuni informative                                  |
| Radio România Actualități | 101.1 MHz | Știri, Talk-Show, Emisiuni informative                                                |
| Virgin Radio              | 101.6 MHz | Știri, Divertisment, Muzică - Top 40, Hot Hits / Heavy Rotation                       |
| Radio România Cultural    | 103.1 MHz | Știri, Educațional, Cultural                                                          |
| Radio ZU                  | 104.0 MHz | Știri, Divertisment, Muzică - Top 40, Hot Hits / Heavy Rotation                       |
| Viva FM                   | 105.0 MHz |                                                                                       |
| Europa FM                 | 106.5 MHz | Știri, Muzică - Adult Contemporary, Emisiuni informative                              |